# Kate Dwyer
Catherine Winifred "Kate" Dwyer (de soltera Golding; 13 de junio de 1861 – 3 de febrero de 1949) fue una educadora, sufragista y activista laboral australiana. 

## Biografía
Golding nació en Tambaroora, Condado de Wellington, Nueva Gales del Sur, hija de Joseph Golding (fallecido en 1890), un minero de oro de Galway, Irlanda, y su esposa escocesa, Ann (fallecida en 1906; de soltera Fraser). Fue educada en la escuela pública Hill End.
En 1880 comenzó a enseñar en la Escuela Pública de Tambaroora, enseñó en numerosas escuelas primarias públicas de Nueva Gales del Sur hasta que se casó con el profesor de escuela Michael Dwyer en 1887. Desde 1894 vivieron en Sídney, donde Kate se convirtió en miembro de la Liga de Sufragio de la Mujer de Nueva Gales del Sur, sus hermanas, Annie y Belle también fueron miembros.
Fue fundadora de la Asociación de Mujeres Progresistas en 1901, la organización promovió la entrada de mujeres en profesiones legales e igualdad de beneficios después del divorcio. Interesada en las condiciones laborales de las mujeres, también fundó el Sindicato de Trabajadoras para las trabajadoras domésticas y marginales. Participó activamente en el "no reclutamiento " durante la Primera Guerra Mundial. En 1916, fue la primera mujer en Australia en ser elegida miembro del Senado de la Universidad de Sídney. Como tal, en 1918, presentó una resolución para apoyar la introducción de legislación para que las mujeres ingresen a la profesión legal. En mayo de 1921 fue una de las primeras 61 mujeres nombradas jueces de paz en Nueva Gales del Sur.
Dwyer murió el 3 de febrero de 1949 en Sídney, Nueva Gales del Sur, Australia.